# Ghiacciaio Siachen
Il ghiacciaio Siachen si trova nella catena est del Karakorum, nelle montagne dell'Himalaya, nel territorio del Ladakh (India), al confine con il Pakistan. È il ghiacciaio più esteso della catena e il secondo del mondo escluse le aree dei Poli. Le altezze del ghiacciaio variano da 5.723 m a 3.620 m.

## Geografia
Il ghiacciaio di Siachen si trova nel Karakorum, vasta catena montuosa che separa il Tibet dall'India. I 70 km di lunghezza del Ghiacciaio di Siachen si trovano tra la catena delle montagne Saltoro immediatamente a ovest e la principale catena montuosa del Karakorum a est.
La catena montuosa di Saltoro si origina a nord dal picco Sia Kangri sul confine cinese della catena montuosa di Karakorum. Le vette della catena montuosa di Saltoro variano da un'altitudine di 5.450 m a 7.720 m. I maggiori passi sono, da nord a sud, il Sia La a 5.589 m, il Bilafond La a 5.450 m e il Gyong La a 5.689 m. La media di precipitazioni nevose arriva fino a 10,5 m e le temperature possono arrivare a un minimo di -50 °C.

## Storia
Scoperto dall'esploratore britannico Tom George Longstaff nel 1902, fece parte del principato di Kashmir e Jammu all'interno dell'India britannica, fino all'indipendenza di questa nel 1947. 
Il ghiacciaio divenne motivo di forti attriti tra India e Pakistan, soprattutto dopo la conclusione della guerra indo-pakistana del 1947-1948: i problemi nascevano dal fatto che la linea di cessate il fuoco stabilita alla fine del conflitto (divenuta nel 1972 l'attuale "linea di controllo") si fermava a sud della catena dei Saltoro, lasciando senza demarcazione precisa l'intera zona del Siachen; ciò era dovuto al fatto che la regione era fortemente inospitale e poco conosciuta, e quindi non era stato teatro di combattimenti nella guerra del 1947.
Tra i primi anni sessanta e la fine degli anni settanta, il Pakistan autorizzò l'accesso di spedizioni alpinistiche nella zona, comportandosi come se il ghiacciaio fosse sotto suo legittimo controllo; nell'aprile del 1984 l'India rispose inviando contingenti militari sul Siachen, prendendo possesso del ghiacciaio e dei principali passi della catena dei Saltoro. A partire dal 1984 si svolsero frequenti scontri armati tra le truppe indiane e pakistane dislocate sul ghiacciaio e nelle zone limitrofe, scontri che andarono a formare il cosiddetto "conflitto del Siachen"; nel novembre del 2003 fu stipulato un cessate il fuoco tra i due contendenti che lasciava il controllo del ghiacciaio all'India.
Attualmente il ghiacciaio è amministrato de facto dall'India come parte del territorio del Ladakh, sebbene il Pakistan continui a rivendicare il possesso della regione; la nuova linea di demarcazione tra i due contendenti ("Actual Ground Position Line" o AGPL, che non è un vero e proprio confine ma semplicemente la vecchia linea del fronte) segue il percorso (da nord a sud) confine cinese - Indira Col - passo di Sia La - Saltoro Kangri I - passo di Bilafond La - K12 - passo di Gyong La - inizio della linea di controllo. Truppe indiane e pakistane sono ancora dislocate in avamposti fortificati sui due lati della AGPL, sebbene il ghiacciaio sia stato riaperto alle spedizioni alpinistiche civili nel 2007.